# Río Cañas Abajo (Juana Díaz)
Río Cañas Abajo es un barrio ubicado en el municipio de Juana Díaz en el estado libre asociado de Puerto Rico. En el Censo de 2010 tenía una población de 2848 habitantes y una densidad poblacional de 49,05 personas por km².

## Geografía
Río Cañas Abajo se encuentra ubicado en las coordenadas 17°59′29″N 66°28′3″O / 17.99139, -66.46750. Según la Oficina del Censo de los Estados Unidos, Río Cañas Abajo tiene una superficie total de 58.06 km², de la cual 29.02 km² corresponden a tierra firme y (50.01%) 29.04 km² es agua.

## Demografía
Según el censo de 2010, había 2848 personas residiendo en Río Cañas Abajo. La densidad de población era de 49,05 hab./km². De los 2848 habitantes, Río Cañas Abajo estaba compuesto por el 79.42% blancos, el 9.3% eran afroamericanos, el 0.42% eran amerindios, el 0.18% eran asiáticos, el 0.04% eran isleños del Pacífico, el 7.87% eran de otras razas y el 2.77% pertenecían a dos o más razas. Del total de la población el 98.63% eran hispanos o latinos de cualquier raza.